# 卡马尼奥拉
卡马尼奥拉（義大利語：Carmagnola），是意大利北部皮埃蒙特大区都靈廣域市的一个市镇。总面积96.38平方公里，总人口28653，人口密度297.3人/平方公里（2010年12月31日）。

## 友好城市
- 奧帕蒂亞
- 阿根廷里奧特爾塞羅